# Ronald Dregan: Dreganomics
Ronald Dregan: Dreganomics — девятый студийный альбом американского рэпера из Области залива Сан-Франциско Mac Dre. Название альбома отсылается к 40-му президенту США Рональду Рейгану и его курсу экономической политики рейганомике. Кроме того, вступительные и заключительные мелодии у некоторых треков, характерные для музыки Mac Dre, выполнены с явным оркестровым и маршевым акцентом. Данный альбом является второй наиболее успешной работой Mac Dre за всё время после дебютного альбома Young Black Brotha. Таким образом, песни «Fellin' Myself», «Get Stupid» и «Since '84», вошедшие в альбом, стали важнейшими хитами в дискографии рэпера и в хайфи музыке 2000-х годов вообще.

## Список композиций
1. «Fellin' Myself» — 3:45
2. «Fa My Niggaz» — 3:45
3. «Jump It» — 3:42
4. «Witme??» — 2:52
5. «Me Damac» — 3:49
6. «Dreganomics» — 4:10
7. «Since '84» — 4:10
8. «That’s Wusup» — 4:05
9. «On the Run» — 3:11
10. «Get Stupid» — 4:03
11. «2 Night» — 2:22
12. «Don’t Snitch» — 3:28 (при участии J-Diggs)